# Paperlate
Paperlate è un singolo del gruppo musicale inglese Genesis, pubblicato nel 1982 ed estratto dall'EP 3×3.

## Tracce
7"
- Lato A

1. Paperlate

- Lato B

1. You Might Recall

## Classifiche
| Classifica (1982)             | Posizione massima |
| ----------------------------- | ----------------- |
| Canada                        | 25                |
| Germania                      | 36                |
| Paesi Bassi                   | 40                |
| Regno Unito                   | 10                |
| Stati Uniti                   | 32                |
| Stati Uniti (mainstream rock) | 2                 |